# Hans Becker (Landrat)
Hans Vitus Becker (* 14. Juni 1903 in Mainz-Finthen; † im 20. Jahrhundert) war ein deutscher Jurist und Verwaltungsbeamter.

## Leben
Hans Vitus Becker wurde als Sohn des Kaufmanns Karl Jakob Becker und dessen Ehefrau Rose Becker geboren und absolvierte ein Studium der Rechtswissenschaften an der Justus-Liebig-Universität Gießen. Nach der großen juristischen Staatsprüfung wurde er Regierungsassessor und ließ sich später als Rechtsanwalt in Mainz nieder.
1934 wurde er zum Kreisdirektor im Landkreis Büdingen ernannt und dort 1939 Landrat. Im Großherzogtum Hessen führten die Leiter der Landkreisverwaltungen bis 1917 die Amtsbezeichnung Kreisrat, ab 1917 Kreisdirektor und von 1939 an reichseinheitlich Landrat.
1935 zum Dr. jur. promoviert, wechselte er 1940 als Landrat zum Landkreis Worms und übte dieses Amt bis 1943 aus, als er sich wieder als Rechtsanwalt betätigte.
Nach dem Krieg kehrte er in die öffentliche Verwaltung zurück und war 1953 Oberregierungsrat bei der Bezirksregierung Mainz. 1958 zum Regierungsdirektor ernannt und 1962 zum Leitenden Ministerialrat befördert, wurde  er 1968 in den Ruhestand verabschiedet.